# Marco Pinotti
Marco Pinotti (Osio Sotto, 25 febbraio 1976) è un ex ciclista su strada, pistard e dirigente sportivo italiano, professionista dal 1999 al 2013. Specializzato nelle prove a cronometro su strada, ha vinto due tappe al Giro d'Italia e vinto sei volte il titolo nazionale a cronometro.
Laureato in ingegneria gestionale, è stato nel consiglio direttivo dell'Associazione Corridori Ciclisti Professionisti Italiani in qualità di revisore dei conti, e in quello della Federciclismo in quota atleti. Dal 2015 al 2018 è stato direttore sportivo del team BMC, mentre dal 2021 è direttore sportivo del Team BikeExchange, noto dal 2023 come Team Jayco AlUla.

## Carriera
Passa professionista nel 1999 con la squadra Lampre, dopo alcuni mesi a fine 1998 come stagista al Team Polti: nello stesso 1999 si aggiudica il Gran Premio d'Europa, cronometro a coppie insieme a Raivis Belohvoščiks. Nel 2003 vince una frazione alla Vuelta al País Vasco. Nel 2005 passa alla formazione spagnola Saunier Duval-Prodir, e in stagione si laurea campione italiano a cronometro. L'anno dopo è campione italiano di inseguimento individuale su pista.
Nel 2007 si trasferisce alla tedesca T-Mobile (nota come Columbia e HTC negli anni seguenti). Al Giro d'Italia di quell'anno, con una fuga nella tappa da Tivoli a Spoleto, conquista la sua prima maglia rosa lasciando la tappa a Luis Laverde; difenderà il primato per 4 giorni, per poi cedere la maglia ad Andrea Noè nella tappa del Santuario di Nostra Signora della Guardia Ai campionati italiani arriva secondo a cronometro ma, causa la seguente positività del vincitore Luca Ascani, bissa il titolo tricolore di due anni prima. Anche nel 2008 si conferma specialista delle corse contro il tempo, vincendo il suo terzo titolo italiano a cronometro a Montichiari; l'anno dopo fa suo il quarto titolo italiano a cronometro, nella Settimana Tricolore di Imola, il terzo consecutivo, oltre a conquistare una tappa in linea alla Vuelta al País Vasco (come già nel 2003).
Nel 2010 comincia subito la stagione classificandosi quarto al Tour of Oman e quinto alla Vuelta al País Vasco. Per prepararsi al meglio al Giro d'Italia prende parte al Giro di Romandia come capitano della Columbia, vincendo il prologo della corsa e concludendo settimo in graduatoria generale. Al Giro d'Italia si classifica nono, suo record, arrivando insieme ai migliori nelle salite più dure e concludendo molto bene anche le cronometro: è infatti decimo posto nel prologo di Amsterdam, terzo con la sua squadra nella cronosquadre di Cuneo, quarto nella settima tappa, quella di Montalcino con gli sterrati delle "strade bianche", settimo nella dodicesima frazione, difendendo la "Top 10" generale sullo Zoncolan e nella cronoscalata a Plan de Corones; nella cronometro conclusiva di Verona è infine secondo, battuto da Gustav Larsson per soli due secondi. A giugno conquista la prova a cronometro nella Settimana Tricolore di Treviso battendo Dario Cataldo e Adriano Malori. Convocato dal c.t. Paolo Bettini per i campionati del mondo di Melbourne, deve rinunciare a causa di un'infezione alle vie respiratorie.

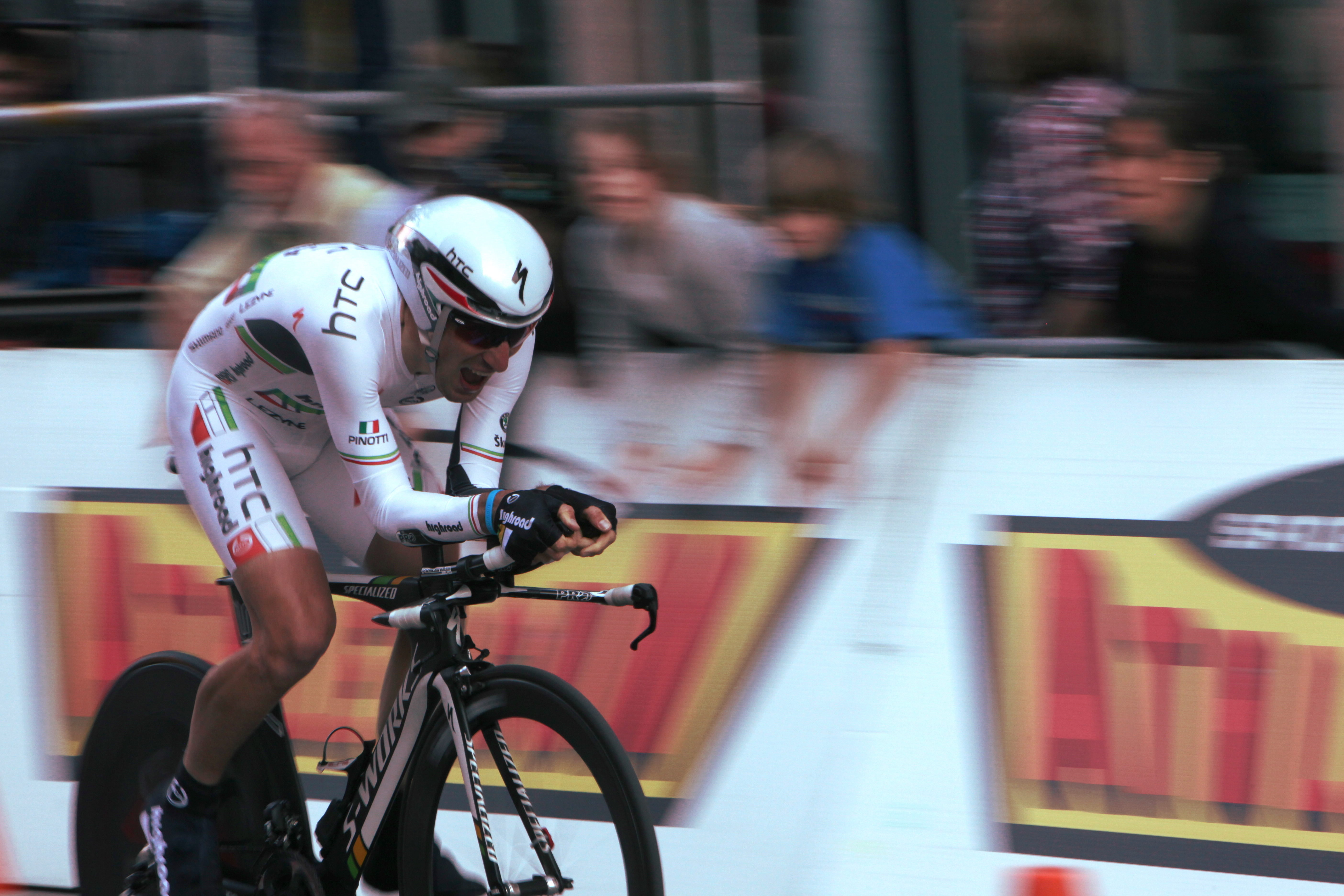
Pinotti in maglia di campione italiano, impegnato nel prologo del Tour de Romandie 2011.

Nel 2011 partecipa alla Tirreno-Adriatico, facendosi notare soprattutto nell'ultima tappa, una frazione a cronometro: ciò lo porta a concludere la corsa al sesto posto. In occasione del seguente Giro d'Italia la HTC-Highroad conquista il successo nella cronometro a squadre, ed essendo stato proprio Pinotti il primo a passare sotto il traguardo, si aggiudica il diritto di vestire la prima maglia rosa del Giro.
Per la stagione 2012 firma un contratto con la squadra statunitense BMC Racing Team, capitanata da Cadel Evans. In stagione vince la cronometro conclusiva del Giro d'Italia a Milano davanti a Geraint Thomas e Jesse Sergent, suo secondo successo nella corsa rosa. Dopo il Giro conclude terzo ai campionati italiani a cronometro a Levico Terme e quindi, dopo aver vinto una prova contro il tempo al Giro d'Austria, quinto nella cronometro su strada dei Giochi olimpici di Londra, a 2'09" dal vincitore Bradley Wiggins.
Al termine della stagione 2013 annuncia il ritiro dall'attività agonistica, non prima di aver vinto in stagione il suo sesto titolo nazionale nella prova a cronometro. Dopo il ritiro è stato per alcune stagioni, fino al 2018, direttore sportivo della sua ultima squadra, la BMC. Dal 2021 è invece nello staff tecnico della formazione australiana BikeExchange, svolgendo attività anche per la formazione femminile.

## Palmarès

### Strada
- 1999

Gran Premio d'Europa (con Raivis Belohvoščiks, cronocoppie)
- 2000

5ª tappa Tour de Pologne (Szczawno-Zdrój > Wałbrzych)
- 2003

4ª tappa Vuelta al País Vasco (Vitoria > Santesteban)
- 2005

Campionati italiani, prova a cronometro
- 2007

Campionati italiani, prova a cronometro
- 2008

21ª tappa Giro d'Italia (Cesano Maderno > Milano, cronometro)
Campionati italiani, prova a cronometro
Classifica generale Tour of Ireland
- 2009

Coppa Lella Mentasti - Gran Premio di Stresa
5ª tappa Vuelta al País Vasco (Güeñes > Zalla)
Campionati italiani, prova a cronometro
- 2010

Prologo Tour de Romandie (Porrentruy, cronometro)
Campionati italiani, prova a cronometro
- 2012

21ª tappa Giro d'Italia (Milano, cronometro)
7ª tappa Österreich-Rundfahrt (Podersdorf, cronometro)
- 2013

Campionati italiani, prova a cronometro

#### Altri successi
- 2004

1ª tappa Tour de Langkawi (cronosquadre)
- 2009

3ª tappa Tour de Romandie (cronosquadre)
1ª tappa Giro d'Italia (cronosquadre)
- 2011

1ª tappa Giro d'Italia (cronosquadre)
- 2012

1ª tappa Giro del Trentino (Riva del Garda > Arco, cronosquadre)
Classifica traguardi volanti Vuelta al País Vasco

### Pista
- 2006

Campionati italiani, inseguimento individuale

## Piazzamenti

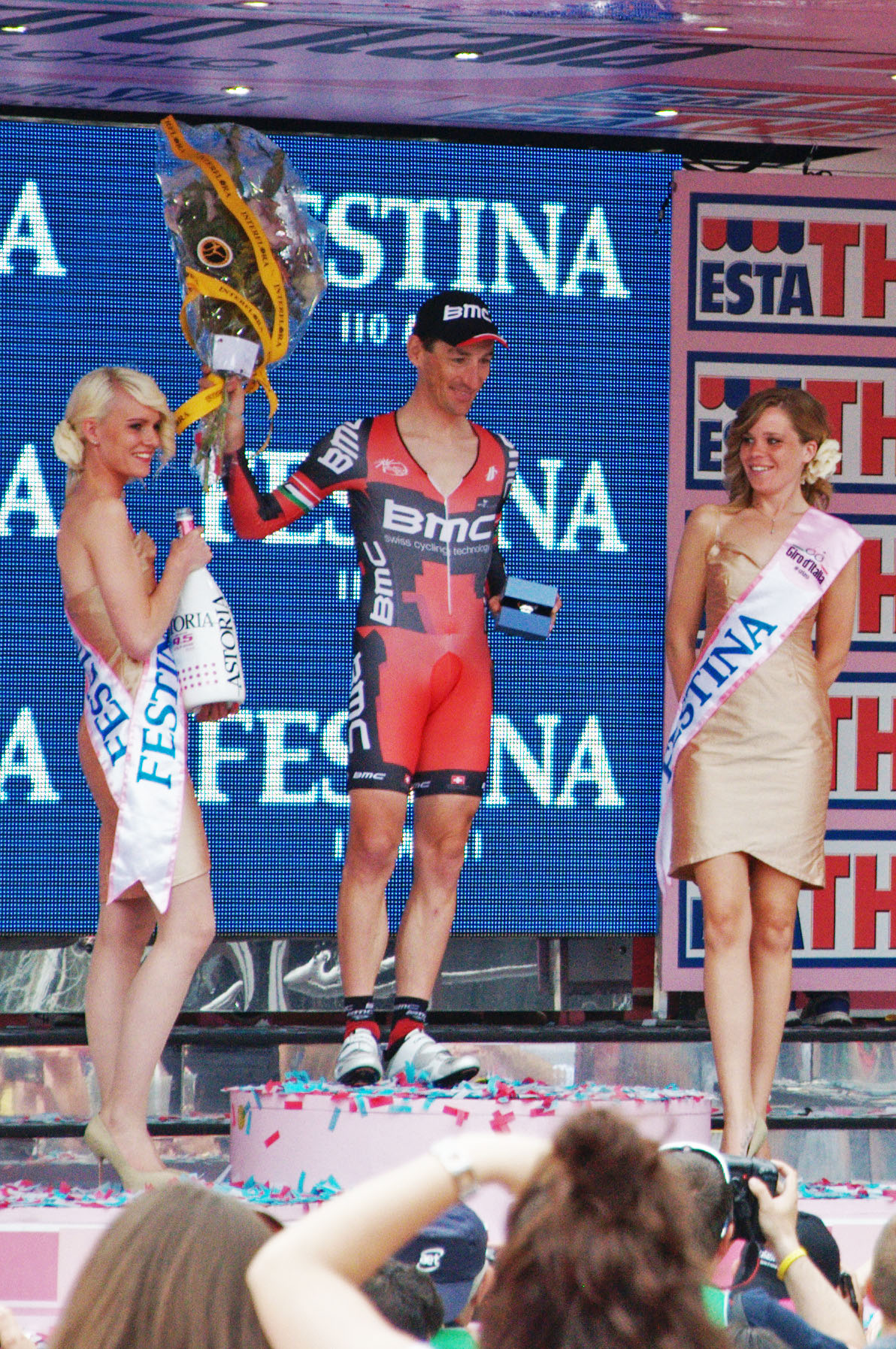
Pinotti premiato sul palco del Giro d'Italia 2012 dopo la vittoria nella crono conclusiva di Milano

### Grandi Giri
- Giro d'Italia

2005: 48º
2006: 60º
2007: 18º
2008: 65º
2009: 40º
2010: 9º
2011: ritirato (19ª tappa)
2012: 41º
- Tour de France

1999: 113º
2001: 52º
2002: ritirato (5ª tappa)
- Vuelta a España

2001: 126º
2013: non partito (12ª tappa)

### Classiche monumento
- Liegi-Bastogne-Liegi

2004: 111º
- Giro di Lombardia

2005: 61º
2006: 35º
2008: 45º
2009: 87º
2013: ritirato

### Competizioni internazionali
- Campionati del mondo

Plouay 2000 - Cronometro Elite: 10º
Lisbona 2001 - Cronometro Elite: 25º
Madrid 2005 - Cronometro Elite: 17º
Salisburgo 2006 - Cronometro Elite: 20º
Stoccarda 2007 - Cronometro Elite: 14º
Varese 2008 - Cronometro Elite: 13º
Mendrisio 2009 - Cronometro Elite: 5º
Copenaghen 2011 - Cronometro Elite: 26º
Limburgo 2012 - Cronosquadre: 2º
Limburgo 2012 - Cronometro Elite: ritirato
Toscana 2013 - Cronometro Elite: 7º
- Giochi olimpici

Londra 2012 - In linea: 107º
Londra 2012 - Cronometro: 5º

## Riconoscimenti
- Memorial Bardelli nel 2007 e 2008